# Dasyhelea flaviventris
Dasyhelea flaviventris är en tvåvingeart som först beskrevs av Maurice Emile Marie Goetghebuer 1910.  Dasyhelea flaviventris ingår i släktet Dasyhelea och familjen svidknott. Inga underarter finns listade i Catalogue of Life.